# Xenia Deli
Xenia Deli (27 de octubre de 1989) es una modelo moldava-estadounidense. Ha aparecido en numerosas portadas de revista, incluyendo Elle, FMD Magazine y Sport Illustrated de South Africa. También ha protagonizado videoclips, como el de «Thinking About You» de Calvin Harris en 2013 y «What Do You Mean?» de Justin Bieber en 2015.

## Biografía
Xenia Deli nació en Basarabeasca, Moldavia. Ella es de la etnia gagauz, una minoría turca en Moldavia. Empezó a estudiar literatura queriendo convertirse en profesora, y se graduó del primer curso de la Universidad de Moldavia. También asistió a una escuela de modelaje. Se fue a Estados Unidos en un programa de intercambio y trabajó como camarera. Durante ese tiempo conoció su primer marido, el fotógrafo estadounidense Patrick Cox, y gracias a su matrimonio con él obtendría la nacionalidad estadounidense. No se sabe con certeza cuando se terminó su matrimonio. Más tarde, asistió a un programa para estudiantes de modelaje. En 2011 Deli compitió en un concurso de 'Beach Bunny' y fue una de tres finalistas. La marca la invitó a representarlos en un campaña publicitaria.
Poco después, Deli conoció al fotógrafo Gavin O'Neill, que la invitó a grabar. Tras enviar fotos a una agencia fue entrevistada y contratada. En 2010 se mudó a Carolina del Sur. Ahora divide su tiempo entre Nueva York y Los Ángeles.
El 4 de junio de 2016 Deli se casó con el que en aquel entonces tenía 62 años, el millonario egipcio (de origen palestino), Ossama Fathi Rabah Al-Sharif, en la isla de Santorini, en Grecia. Su marido tiene tres hijos de una edad próxima a la Deli.
Deli es de fe cristiana ortodoxa, mientras que su marido es musulmán. Habla ruso (nativo), inglés, y rumano.

## Carrera

### Modelaje
Deli comenzó su carrera con fotografías tomadas por Gavin O'Neill, un fotógrafo de moda, que le enseñó su trabajo a una agencia. Fue contratada como modelo. Deli firmó con Elite Model Management en Miami en 2011 y en New York City en 2014. Deli consiguió un contrato con Victoria's Secret después de que sus representantes vieran un póster con su foto de una campaña para otra marca. La invitaron para una entrevista y la contrataron.
Deli ha aparecido en numerosas portadas de revista, como Playboy, Love FMD Magazine, Elle Romania, y Sport Illustrated of South Africa. Ha aparecido en revistas, incluyendo FHM, GQ, Sports Illustrated, Vogue, Harper’s Bazaar, y Maxim. En 2012 Deli apareció desnuda en Lovecat Magazine. Ese mismo año apareció en FMH Sudáfrica y FMH España. En 2013 figuró en July Aquarelle y en 2014 apareció en la revista loveFMD y Elle Rumanía.
En enero y julio de 2015 apareció en Vogue Rusia y en diciembre de ese mismo año en Vogue Alemania. En 2016 apareció en Love Magazine y GQ Magazine Reino Unido.

### Videos musicales
Deli ha protagonizado videos musicales, incluyendo "Wake Me Up" de Ionel Istrati y "Thinking About You" de Calvin Harris. En 2015 Deli coprotagonizó el videoclip de "What Do You Mean?," de Justin Bieber, ganando atención mediática por la popularidad del cantante.
Este fue el primer hit de Bieber según New York Magazine. Después del lanzamiento del video en agosto de 2015, Deli dijo que las fanes de Bieber no estaban felices de verla con su ídolo. Hubo mucha especulación sobre si estaba saliendo con el cantante.
Deli tuvo un pequeño papel en The Mindy Project. Dice que ama ver películas y que está tomando clases de actuación, para en un futuro poder abrirse camino en el mundo de la actuación.